# Omar Haktab Traoré
Omar Traoré (* 4. Februar 1998 in Osnabrück) ist ein deutsch-togoischer Fußballspieler.

## Karriere
Traoré spielte in der Jugend für Rasensport Osnabrück, VfL Osnabrück und Eintracht Braunschweig. Mit der Eintracht gewann er in der Spielzeit 2016/17 den DFB-Junioren-Vereinspokal.
Zum Januar 2017 verließ er die U19 der Eintracht und war daraufhin bis Januar 2018 vereinslos. Am 1. Januar 2018 wechselte Traoré zum SV Rödinghausen, hier kam er sowohl bei der ersten Mannschaft in der Regionalliga West als auch für die Zweitvertretung in der Westfalenliga zum Einsatz. In der Spielzeit 2018/19 gewann er mit Rödinghausen den Westfalenpokal. Im Jahr darauf wurde er mit Rödinghausen Meister Regionalliga West. Da der Verein keine Lizenz für die 3. Liga beantragt hatte, verblieb der Club in der Regionalliga West.
Für Traoré ging es in der folgenden Spielzeit 2020/21 eine Liga nach oben. Er wechselte am 1. Juli 2020 zum Drittligisten KFC Uerdingen 05. Hier unterschrieb er ein Arbeitspapier bis zum 30. Juni 2023. Traoré gehörte zu Saisonbeginn zur Startelf, fiel aber nach zwei Einsätzen Anfang Oktober mit einem Riss des Syndesmosebandes bis Jahresende aus und kam erst im Februar 2021 wieder zum Einsatz. Nach der Insolvenz Uerdingens verlor sein Vertrag seine Gültigkeit. 
Im Juni 2021 wechselte Traoré zurück in seine Heimatstadt und unterschrieb einen Zwei-Jahres-Vertrag beim VfL Osnabrück, ebenfalls in der 3. Liga. Nachdem ihm 2023 mit dem VfL der Aufstieg in die 2. Bundesliga gelang, wechselte er zur Saison 2023/24 zum Bundesliga-Aufsteiger 1. FC Heidenheim.

## Erfolge
- DFB-Junioren-Vereinspokal-Sieger: 2017
- Westfalenpokal-Sieger: 2019
- Regionalliga West-Meister: 2020
- Aufstieg in die 2. Bundesliga: 2023
- Niedersachsenpokal-Sieger: 2023

## Sonstiges
Sein jüngerer Bruder Hakim Traoré (* 27. Mai 2001) ist ebenfalls Fußballprofi.